# Neobolusia tysonii
Neobolusia tysonii är en orkidéart som först beskrevs av Harry Bolus, och fick sitt nu gällande namn av Rudolf Schlechter. Neobolusia tysonii ingår i släktet Neobolusia och familjen orkidéer. Inga underarter finns listade i Catalogue of Life.